# Isle of Man TT 1931
De Isle of Man TT 1931 was de twintigste uitvoering van de Isle of Man TT. Ze werd verreden op de Snaefell Mountain Course, een stratencircuit op het eiland Man.

## Algemeen
| 1931 | - Eerste ronde boven 80 mph (Jimmie Simpson, Norton in de Senior TT) - Eerste merk dat alle podiumplaatsen in de Senior TT bezet (Norton met Tim Hunt, Jimmie Guthrie en Stanley Woods) |

Na het succes van Rudge in 1930 sloeg Norton hard terug. De 500cc-Norton CS1 en de 350cc-Norton CJ1 waren door Joe Craig en Arthur Carroll verbeterd (vooral de problemen met het smeersysteem werden opgelost) en heetten nu Norton International Model 30 en Norton International Model 40 en er was een sterk team samengesteld: Stanley Woods, Tim Hunt, Jimmie Simpson en Jimmie Guthrie. Simpson, die in 1924 als eerste sneller dan 60 mph en in 1925 als eerste sneller dan 70 mph had gereden, bracht het ronderecord nu boven 80 mph. Hunt won de Junior én de Senior TT. Rudge won met Graham Walker wel de Lightweight TT met de nieuwe 250 cc versie van de Rudge Ulster. Het aantal deelnemende buitenlandse merken werd steeds groter, met FN, Husqvarna, La Mondiale, Motosacoche, Moto Guzzi en NSU. Dit laatste merk had Walter Moore, de oorspronkelijke ontwerper van de Norton CS1/CJ1, in dienst genomen en verscheen met een heel vergelijkbare machine, de NSU SS 500. Freddie Hicks, winnaar van de Junior TT van 1929, verongelukte bij Union Mills.

## Senior TT
Men verwachtte een spannende strijd tussen Rudge en Norton, maar dat kwam niet uit. De Nortons waren nu betrouwbaar een veel te sterk om de Rudge-rijders een kans te geven. Jimmie Simpson maakte zijn bijnaam "Unlucky Jim" weer waar: hij reed een recordronde van 80,82 mph, maar viel weer uit. Hij was de eerste die ooit meer dan 60 mph haalde, de eerste die ooit meer dan 70 mph haalde en had nog nooit een race op Man gewonnen. Jimmie Guthrie leidde na de eerste ronde met 1 seconde verschil op Simpson en 17 seconden op Stanley Woods. In de derde ronde reed Simpson zijn recordronde. Hij nam de leiding over, maar viel bij Ballaugh Bridge, waarbij zijn motorfiets in de rivier terecht kwam. Guthrie kwam weer aan de leiding, maar viel in de vijfde ronde bij Governor's Bridge. Hij verloor de leiding aan Percy "Tim" Hunt, maar kon verder rijden en werd tweede.
| Pos | Coureur          | Merk       | Tijd      | Snelheid  |
| --- | ---------------- | ---------- | --------- | --------- |
| 1   | Percy "Tim" Hunt | Norton     | 3:23"28'0 | 77,90 mph |
| 2   | Jimmie Guthrie   | Norton     | 3:24"57'0 | 77,34 mph |
| 3   | Stanley Woods    | Norton     | 3:27"36'0 | 76,35 mph |
| 4   | Ernie Nott       | Rudge      | 3:28"40'0 | 72,48 mph |
| 5   | Graham Walker    | Rudge      | 3:34"14'0 | 73,08 mph |
| 6   | Ted Mellors      | NSU        | 3:36"36'0 | 73,18 mph |
| 7   | Arthur Tyler     | Raleigh    | 3:38"18'0 | 72,61 mph |
| 8   | Arthur Simcock   | OK Supreme | 3:38"40'0 | 72,48 mph |
| 9   | Jimmy Lind       | Velocette  | 3:41"14'0 | 71,64 mph |
| 10  | Syd Gleave       | SGS        | 3:42"45'0 | 71,16 mph |
| 11  | Jack Williams    | Rudge      | 3:45"11'0 | 70,39 mph |
| 12  | Leo Davenport    | Rudge      | 3:49"03'0 | 69,20 mph |
| 13  | Ginger Wood      | Rudge      | 3:51"15'0 | 68,54 mph |

| Coureur            | Merk            | Oorzaak |
| ------------------ | --------------- | ------- |
| Syd Crabtree       | Excelsior       |         |
| Charlie Dodson     | Excelsior       |         |
| J. Fondu           | La Mondiale-JAP |         |
| Wal Handley        | FN              | Val     |
| Freddie Hicks      | AJS             | Val (†) |
| Paddy Johnston     | Cotton          |         |
| Tom Simister       | AJS             |         |
| Jimmie Simpson     | Norton          |         |
| Henry Tyrell-Smith | Rudge           |         |
| Chris Tattersall   | Cotton          |         |

## Junior TT
In de Junior TT had Jimmie Simpson aanvankelijk de leiding. Hij reed de eerste ronde in 30 minuten en 49 seconden en had zes seconden voorsprong op Stanley Woods en achttien seconden op Freddie Hicks. Simpson wist de leiding vijf ronden lang vast te houden, hoewel hij na elke twee ronden moest tanken door problemen met zijn carburateur. Tim Hunt reed een slechte eerste ronde door een loszittende bougiekabel, maar reed in de vierde ronde de snelste ronde. De carburatieproblemen wierpen Simpson verder terug en uiteindelijk werd hij slechts achtste. Hunt won de race voor zijn teamgenoot Jimmie Guthrie en Rudge-rijder Ernie Nott.
| Pos | Coureur          | Merk         | Tijd      | Snelheid  |
| --- | ---------------- | ------------ | --------- | --------- |
| 1   | Percy "Tim" Hunt | Norton       | 3:24"21'0 | 73,94 mph |
| 2   | Jimmie Guthrie   | Norton       | 3:27"26'0 | 72,90 mph |
| 3   | Ernie Nott       | Rudge        | 3:33"01'0 | 72,37 mph |
| 4   | Stanley Woods    | Norton       | 3:42"01'0 | 71,39 mph |
| 5   | Graham Walker    | Rudge        | 3:43"19'0 | 70,98 mph |
| 6   | Charlie Dodson   | Excelsior    | 3:47"47'0 | 69,58 mph |
| 7   | A. Mitchell      | Velocette    | 3:48"11'0 | 69,46 mph |
| 8   | Jimmie Simpson   | Norton       | 3:49"30'0 | 69,06 mph |
| 9   | George Rowley    | AJS          | 3:49"32'0 | 69,05 mph |
| 10  | Ted Mellors      | New Imperial | 3:49"38'0 | 69,02 mph |
| 11  | Harold Willis    | Velocette    | 3:50"30'0 | 68,76 mph |
| 12  | E. Thomas        | Velocette    | 3:51"39'0 | 68,42 mph |
| 13  | Mario Ghersi     | New Imperial | 3:53"37'0 | 67,85 mph |
| 14  | George Himing    | AJS          | 3:54"08'0 | 67,70 mph |
| 15  | Tom Simister     | Velocette    | 3:54"12'0 | 67,68 mph |
| 16  | F. Renier        | Velocette    | 3:56"51'0 | 66,92 mph |
| 17  | L. Higson        | Rudge        | 3:57"16'0 | 66,80 mph |
| 18  | D. Brewster      | Velocette    | 3:58"52'0 | 66,35 mph |
| 19  | Somerville Sikes | Velocette    | 3:59"53'0 | 66,07 mph |
| 20  | Harry Meageen    | Velocette    | 4:11"14'0 | 63,09 mph |
| 21  | Tommy Spann      | Raleigh      | 4:14"50'0 | 62,20 mph |

| Coureur            | Merk      | Oorzaak |
| ------------------ | --------- | ------- |
| Vic Anstice        | Douglas   |         |
| Syd Crabtree       | Excelsior |         |
| Leo Davenport      | Velocette |         |
| Syd Gleave         | SGS       |         |
| Freddie Hicks      | AJS       |         |
| Paddy Johnston     | Cotton    |         |
| Jimmy Lind         | Velocette |         |
| Frank Longman      | Velocette |         |
| Henry Tyrell-Smith | Rudge     |         |
| Chris Tattersall   | Cotton    |         |

## Lightweight TT
In de winter had Rudge een nieuwe 250cc-racer ontwikkeld, waarmee Graham Walker en Henry Tyrell-Smith de Lightweight TT domineerden. Na twaalf jaar was het de eerste TT-overwinning voor Walker. Toch leek het er lang op dat Ernie Nott, ook op een Rudge, de race zou winnen. In de eerste ronde had hij zelfs een voorsprong van 45 seconden op zijn teamgenoten en in de zesde ronde was dat opgelopen tot vier minuten. In de laatste ronde viel hij aan de voet van de Mountain Mile en hij bereikte de finish als vierde, terwijl hij een beschadigde stoterstang met zijn hand geleidde.
| Pos | Coureur            | Merk         | Tijd      | Snelheid  |
| --- | ------------------ | ------------ | --------- | --------- |
| 1   | Graham Walker      | Rudge        | 3:49"47'0 | 68,98 mph |
| 2   | Henry Tyrell-Smith | Rudge        | 3:52"13'0 | 68,26 mph |
| 3   | Ted Mellors        | New Imperial | 3:57"08'0 | 66,84 mph |
| 4   | Ernie Nott         | Rudge        | 3:57"34'0 | 66,72 mph |
| 5   | Frank Longman      | OK Supreme   | 4:00"11'0 | 65,99 mph |
| 6   | Mario Ghersi       | New Imperial | 4:01"33'0 | 65,62 mph |
| 7   | S. Williams        | New Imperial | 4:02"01'0 | 65,49 mph |
| 8   | Paddy Johnston     | Moto Guzzi   | 4:05"24'0 | 64,60 mph |
| 9   | C. Needham         | OK Supreme   | 4:10"19'0 | 63,32 mph |
| 10  | C. Taylor          | OK Supreme   | 4:10"39'0 | 63,27 mph |
| 11  | J. Adams           | Montgomery   | 4:20"59'0 | 60,73 mph |
| 12  | G. Boudin          | CTS          | 4:23"40'0 | 60,11 mph |
| 13  | R. Duncan          | Excelsior    | 4:28"33'0 | 59,02 mph |

| Coureur          | Merk         | Oorzaak |
| ---------------- | ------------ | ------- |
| Vic Anstice      | Excelsior    |         |
| Syd Crabtree     | Excelsior    |         |
| Leo Davenport    | New Imperial |         |
| Charlie Dodson   | Excelsior    |         |
| J. Fondu         | La Mondiale  |         |
| Pietro Ghersi    | Moto Guzzi   |         |
| Syd Gleave       | Diamond      |         |
| Jimmie Guthrie   | OK Supreme   |         |
| George Himing    | OK Supreme   |         |
| Jock Porter      | New Gerrard  |         |
| Chris Tattersall | CTS          |         |

1907 · 1908 · 1909 · 1910 · 1911 · 1912 · 1913 · 1914 · Eerste Wereldoorlog · 1920 · 1921 · 1922 · 1923 · 1924 · 1925 · 1926 · 1927 · 1928 · 1929 · 1930 · 1931 · 1932 · 1933 · 1934 · 1935 · 1936 · 1937 · 1938 · 1939 · Tweede Wereldoorlog · 1947 · 1948 · 1949 · 1950 ·1951 · 1952 · 1953 · 1954 · 1955 · 1956 · 1957 · 1958 · 1959 · 1960 · 1961 · 1962 · 1963 · 1964 · 1965 · 1966 · 1967 · 1968 · 1969 · 1970 · 1971 · 1972 · 1973 · 1974 · 1975 · 1976 · 1977 · 1978 · 1979 · 1980 · 1981 · 1982 · 1983 · 1984 · 1985 · 1986 · 1987 · 1988 · 1989 · 1990 · 1991 · 1992 · 1993 · 1994 · 1995 · 1996 · 1997 · 1998 · 1999 · 2000 · 2002 · 2003 · 2004 · 2005 · 2006 · 2007 · 2008 · 2009 · 2010 · 2011 · 2012 · 2013 · 2014